# Міжнародні відносини Афганістану
Міжнародні відносини Афганістану — сукупність двосторонніх відносин Афганістану з іншими державами світу, а також його участь у роботі міжнародних організацій і міжнародних інституцій.
Зовнішні відносини Афганістану перебувають на перехідній стадії, оскільки 15 серпня 2021 року владу в країні захопив Талібан, проте жодна держава не визнала новий режим.

## Історія

### ХХ століття
До радянського вторгнення Афганістан у своїх зовнішніх відносинах сповідував політику нейтралітету та позаблоковості, бувши однією з небагатьох незалежних держав, які залишалися нейтральними як у Першій, так і в Другій світовій війні. На міжнародних форумах Афганістан загалом дотримувався виборчих зразків азійських та африканських неприєднаних країн. Протягом 1950-х і 1960-х років Афганістан зумів скористатися радянською і американською потребою в союзниках під час Холодної війни з метою отримання економічної допомоги від обох цих держав. Однак з огляду, що на відміну від Радянського Союзу, Сполучені Штати відмовилися надавати країні широку військову допомогу, уряд Мухаммеда Дауда Хана розвинув тепліші відносини з СРСР, офіційно залишаючись у Русі неприєднання. Услід за переворотом у квітні 1978 р. уряд під керівництвом Нура Мухаммеда Таракі значно зміцнив зв'язки з Радянським Союзом і його комуністичними сателітами.
Після вторгнення СРСР в грудні 1979 року зовнішня політика Афганістану віддзеркалювала радянську. Афганські діячі зовнішньої політики недосить успішно намагалися підвищити низьку репутацію свого режиму в некомуністичному світі. Після підписання Женевських угод президент Наджібулла безуспішно прагнув покласти край ізоляції Демократичної Республіки Афганістан в ісламському світі та в Русі неприєднання.
Більшість західних країн включно зі США під час радянської окупації мали скромні дипломатичні місії у столиці Кабул. Після виведення радянських військ у 1989 році багато держав закрили свої представництва через нестабільність і важкі бої в Кабулі.
Запровадження режиму талібів чимало країн спочатку вітали, вбачаючи в ньому стабілізаційну, правоохоронну альтернативу польовим командирам, які правили в країні після падіння уряду Наджібулли у 1992 році. Проте в міру поширення по всьому світу відомостей про суворі закони шаріату, що застосовувалися на контрольованих талібами територіях, Талібан відвернув від себе цивілізований світ. Жорстокість відносно жінок, які намагалися працювати, навчатися або виходити з дому без супроводу чоловіків, спричинила обмеження зовнішньої допомоги розореній війною країні.

### Ісламська Республіка Афганістан
Після американського вторгнення у жовтні 2001 року і Боннської угоди новий уряд під керівництвом Хаміда Карзая почав відновлювати дипломатичні відносини з багатьма країнами, які підтримували тісні дипломатичні взаємини перед комуністичним державним переворотом і подальшою громадянською війною.
Афганський уряд зосередився на забезпеченні безупинної допомоги задля відбудови економіки, інфраструктури та збройних сил країни. Він продовжив підтримувати тісні зв'язки з Північною Америкою, Європейським Союзом, Південною Кореєю, Японією, Австралією, Індією, Китаєм, Росією та Великим Близьким Сходом (перш за все Туреччиною), а також африканськими країнами. Він також силкувався налагодити відносини з кількома південноамериканськими чи то пак латиноамериканськими країнами.
До падіння Кабула 2021 року зовнішніми відносинами Афганістану займалося Міністерство закордонних справ, яке очолював Мохаммад Ханіф Атмар. Він був підзвітним президентові Афганістану і у своїй роботі керувався його вказівками.

### Ісламський Емірат Афганістан
Улітку 2021 року Талібан поступово оволодів усією країною і 15 серпня 2021 року проголосив Ісламський Емірат Афганістан. Кульмінацією захоплення влади стало падіння Кабула. Талібан уже має певні обмежені контакти з іноземними урядами і йому потрібно буде розвивати подальші відносини з міжнародною спільнотою, оскільки його новий фактичний уряд продовжує свою роботу.
20 вересня 2021 року новий уряд призначив постійним представником Афганістану при Організації Об'єднаних Націй Мохаммада Сухаїла Шахіна, який продовжує представляти країну в ООН. Це рішення прийме мандатний комітет ГА ООН у складі дев'ятьох членів, але жодної дати не встановлено.
Таліби призначили Мохаммада Шокаїба першим секретарем або тимчасовим повіреним у справах посольства Афганістану в Пакистані. Оскільки Пакистан офіційно не визнає уряд Талібану, Шокаїб не набуде офіційного статусу посла.

## ООН
Під час радянської окупації Організація Об'єднаних Націй дуже критично ставилася до втручання СРСР у внутрішні справи Афганістану і відігравала важливу роль у досягненні успіху на переговорах про вихід радянських військ згідно з Женевськими угодами.
Після укладення цих угод і подальшого виведення радянських військ ООН допомогла з репатріацією біженців і надала гуманітарну допомогу в галузі охорони здоров'я, освітніх програм і харчування, а також підтримувала операції з розмінування. ПРООН та пов'язані з нею установи здійснили обмежену кількість проєктів розвитку. Проте в 1992 році ООН скоротила свою роль в Афганістані на хвилі запеклих чвар між угрупованнями в Кабулі та навколо нього. Генеральний секретар ООН призначив особистого представника, який очолив Управління з координації гуманітарної допомоги Афганістану (UNOCHA) і Спеціальну місію в Афганістані (UNSMA), що розташувалися в Ісламабаді (Пакистан). Протягом кінця 1990-х, 2000 і 2001 років ООН безуспішно намагалася сприяти мирному врегулюванню між афганськими угрупованнями, а також надавати гуманітарну допомогу, незважаючи на посилення обмежень Талібану щодо персоналу та установ ООН.

## Додаткова література
- Adamec, Ludwig W. Afghanistan, 1900–1923: a diplomatic history (U of California Press, 1967).
- Adamec, Ludwig W. Afghanistan's foreign affairs to the mid-twentieth century: relations with the USSR, Germany, and Britain (University of Arizona Press, 1974).
- Kakar, M. Hassan. Political & Diplomatic History of Afghanistan, 1863–1901 (2006), 259 pp.